# Campionato Italiano Slalom 2005
Il Campionato Italiano Slalom (CIS) 2005 si è svolto tra il 17 aprile e il 20 novembre 2005 in 12 gare suddivise in due gironi da 6 gare ciascuno e distribuite in otto regioni diverse. Il titolo di campione italiano slalom è stato vinto per la prima volta da Manuel Dondi che ha conquistato anche il titolo di campione italiano under 23.

## Calendario
| Tappa | Data        | Girone | Slalom                              | Sede                 |
| ----- | ----------- | ------ | ----------------------------------- | -------------------- |
| 1     | 17 aprile   | 2      | Slalom Guspini-Arbus                | Arbus                |
| 2     | 8 maggio    | 2      | Slalom del Salviano                 | Avezzano             |
| 3     | 22 maggio   | 1      | Slalom Città di Campobasso          | Campobasso           |
| 4     | 5 giugno    | 1      | Slalom Colli di San Fermo           | Grone                |
| 5     | 19 giugno   | 1      | Slalom Baitoni-Bondone              | Bondone              |
| 6     | 17 luglio   | 1      | Slalom delle Madonie                | Polizzi Generosa     |
| 7     | 31 luglio   | 2      | Slalom Lugagnano-Vernasca           | Lugagnano Val d'Arda |
| 8     | 28 agosto   | 2      | Slalom Luino-Montegrino             | Luino                |
| 9     | 4 settembre | 1      | Slalom Garessio-San Bernardo (a)    | Garessio             |
| 10    | 2 ottobre   | 1      | Slalom Torregrotta-Roccavaldina (b) | Torregrotta          |
| 11    | 9 ottobre   | 2      | Slalom Città di Giarre (c)          | Giarre               |
| 12    | 20 novembre | 2      | Slalom di Moscufo (d)               | Moscufo              |

- (a) Riserva CIS, ha sostituito lo Slalom Susa-Moncenisio previsto il 3 luglio e cancellato.
- (b) Gara rinviata dal 3 aprile al 2 ottobre a causa della concomitanza con la scomparsa di Papa Giovanni Paolo II.
- (c) Gara cancellata.
- (d) Gara rinviata dal 23 ottobre al 20 novembre e poi cancellata.

## Classifica
| Pos | Pilota                | Girone 1 | Girone 1 | Girone 1 | Girone 1 | Girone 1 | Girone 1 | Girone 2 | Girone 2 | Girone 2 | Girone 2 | Girone 2 | Girone 2 | Punti totali | Punti validi |
| Pos | Pilota                | CBS      | SFM      | BTN      | MDN      | GAR      | TOR      | GSP      | SLV      | LGG      | LUI      | GRR      | MSF      | Punti totali | Punti validi |
| --- | --------------------- | -------- | -------- | -------- | -------- | -------- | -------- | -------- | -------- | -------- | -------- | -------- | -------- | ------------ | ------------ |
| 1   | Manuel Dondi          | 20       | 20       | 20       | 8        | 21       | 21       | 15       | 20       | 20       | 15       |          |          | 180          | 152          |
| 2   | Fabio Emanuele        | 23       | 17       | 23       | 13       | 23       | 23       | 12       | 10       | 10       | 13       |          |          | 167          | 144          |
| 3   | Giovanni Duraccio     | 20       |          |          |          | 20       | 15       |          | 15       | 20       | 20       |          |          | 110          | 110          |
| 4   | Leonardo Massola      | 13       | 10       | 10       |          | 12       |          |          | 23       | 23       | 17       |          |          | 108          | 108          |
| 5   | Luigi Sambuco         | 20       | 15       |          |          | 8        | 20       |          | 8        | 15       | 20       |          |          | 106          | 106          |
| 6   | Massimo Caivano       | 20       | 20       | 20       |          |          | 20       |          | 8        | 15       |          |          |          | 103          | 88           |
| 7   | Matteo Carullo        |          | 12       | 15       |          | 15       |          |          |          | 15       | 20       |          |          | 77           | 77           |
| 8   | Francesco Marrone     | 10       |          | 17       |          |          |          | 23       | 17       |          |          |          |          | 67           | 67           |
| 9   | Davide Piotti         |          | 13       | 13       |          |          |          |          |          | 17       | 23       |          |          | 66           | 66           |
| 10  | Filippo Gennari       |          |          | 20       |          |          |          |          |          | 20       | 15       |          |          | 55           | 55           |
| 11  | Ciro Barbaccia        | 17       |          | 4        | 10       |          |          | 10       | 13       |          |          |          |          | 54           | 54           |
| 12  | Giovanni Emilio Rizzi | 10       | 15       | 12       |          |          |          | 15       |          |          |          |          |          | 52           | 52           |
| 13  | Giancarlo Biasutti    |          | 20       | 15       |          | 4        |          |          |          |          | 12       |          |          | 51           | 51           |
| 14  | Luigi Vinaccia        | 8        | 23       |          | 17       |          |          |          |          |          |          |          |          | 48           | 48           |
| 15  | Franco Catgiu         |          | 2        | 6        | 6        | 8        |          | 22       |          |          | 3        |          |          | 47           | 47           |
| 16  | Franco Cremonesi      |          |          | 6        |          | 17       |          |          |          | 13       | 10       |          |          | 46           | 46           |
| 17  | Pietro Livorsi        |          |          |          | 20       |          |          |          | 20       |          |          |          |          | 40           | 40           |
| 18  | Luca Magrì            |          | 8        | 20       |          |          |          |          |          |          | 12       |          |          | 40           | 40           |
| Pos | Pilota                | CBS      | SFM      | BTN      | MDN      | GAR      | TOR      | GSP      | SLV      | LGG      | LUI      | GRR      | MSF      | Punti totali | Punti validi |
| Pos | Pilota                | Girone 1 | Girone 1 | Girone 1 | Girone 1 | Girone 1 | Girone 1 | Girone 2 | Girone 2 | Girone 2 | Girone 2 | Girone 2 | Girone 2 | Punti totali | Punti validi |

Seguono altri 287 piloti con meno di 40 punti.